# Farinet (moneda)

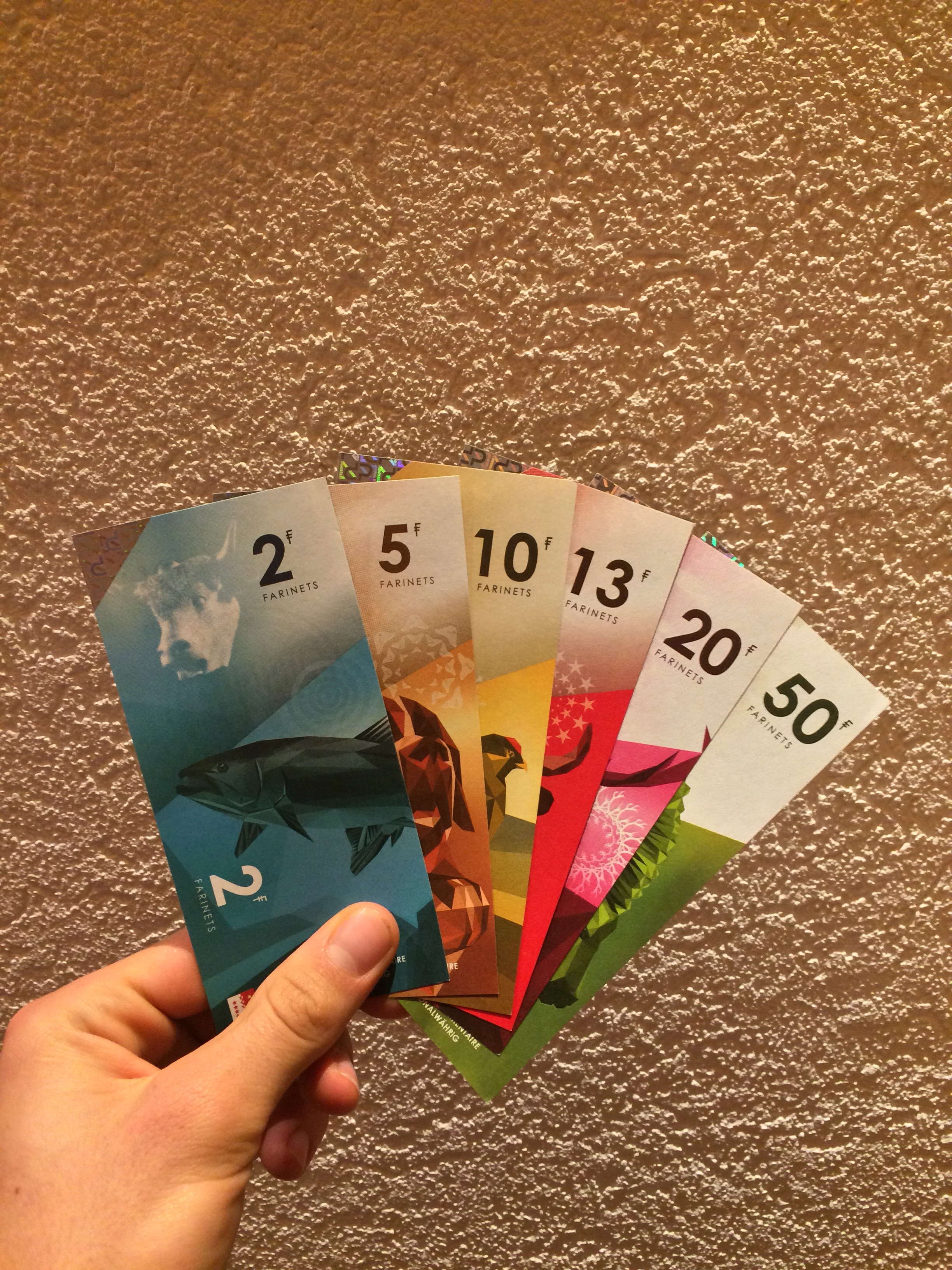
Billetes de 2, 5, 10, 13, 20 y 50 farinet emitidos en 2018.

Farinet fue una moneda local complementaria utilizada en Valais desde 2017 hasta 2019 para dinamizar la economía local. La moneda fue nombrada en honor al falsificador de monedas suizo Joseph-Samuel Farinet.
Para octubre de 2018 había 200,000 farinets en circulación. Los farinet están disponibles en denominaciones de 1, 2, 5, 10, 13, 20, 50 y 100.
Los billetes fueron diseñados por Adrien Thétaz. A partir del 15 de octubre de 2018, se aceptan farinets en las cajas de determinados servicios en la ciudad de Sion.
Según el comité de disolución, después del 29 de febrero de 2020, el intercambio de farinets ya no estará garantizado.